# Гулспонг (община)
Община Гулспонг (на шведски: Gullspångs kommun) е разположена в лен Вестра Йоталанд, югозападна Швеция с обща площ 558 km2 и население 5185 души (към 31 декември 2013). Административен център на община Гулспонг е едноименния град Гулспонг.